# 同中書門下平章事
同中書門下平章事（どうちゅうしょもんかへいしょうじ、べんしょうじ）は、中国の唐代から元代に存在した官職。当初は臨時の官であったが、後に常設の官となり、北宋では宰相とされた。同平章事あるいは平章と略される。
元々は同中書門下三品という。唐初には中書令・門下侍中・尚書僕射がそれぞれ宰相職とされていたが、それよりも下の、主に尚書省の官僚が宰相に任じられることがあった。この時、中書令などの本来の宰相職より官品が低いのは不都合なので、臨時に同中書門下三品を授けて、中書令らと同格の正三品官としたのである。高宗の永徽元年（650年）に「同中書門下平章事」と改称され、中書令らと共に正式な宰相職とされた。
中唐以降、本来の宰相職であった中書令・門下侍中・尚書僕射が名誉職化するにつれ、それに代わって同平章事は事実上の宰相職として権限を強めていった。同平章事に任命される者は、中書侍郎（次官）や門下侍郎や六部のいずれかの尚書令など、必ず本来の官職との兼任であった。節度使に対しても名誉称号として同平章事が授けられ、更には塩鉄転運使などにも授けられることもあった。
北宋になると唯一の宰相職とされ、通常2～3名が任命された。神宗の元豊の改革の際に同平章事は廃止され、代わって尚書右僕射（中書侍郎を兼任）・尚書左僕射（門下侍郎を兼任）の2人が宰相とされた。南宋になってから一時復活したが、再び廃された。
元代では中書令が宰相とされ、その下にある左右丞相の補佐として平章政事の職が置かれた。またこれとは別に、行中書省長官の丞相の補佐として平章政事が置かれた。
明代になると中書令とともに平章政事は廃され、以後復活することはなかった。